# Akron (Ohio)
 "Akron" omdirigeres hertil. For andre betydninger af Akron, se Akron (flertydig).
Akron er en amerikansk by og administrativt centrum i det amerikanske county Summit County i staten Ohio. Byen har et indbyggertal på 190.469 (2020) indbyggere.